# Bistum Toledo (Vereinigte Staaten)
Das Bistum Toledo (lateinisch Dioecesis Toletana in America) ist eine in den Vereinigten Staaten gelegene römisch-katholische Diözese mit Sitz in Toledo, Ohio.

## Geschichte
Das Bistum Toledo wurde am 15. April 1910 durch Papst Pius X. aus Gebietsabtretungen des Bistums Cleveland errichtet und dem Erzbistum Cincinnati als Suffraganbistum unterstellt.

## Territorium
Das Bistum Toledo umfasst die Gebiete Allen County, Crawford County, Defiance County, Erie County, Fulton County, Hancock County, Henry County, Huron County, Lucas County, Ottawa County, Paulding County, Putnam County, Richland County, Sandusky County, Seneca County, Van Wert County, Williams County, Wood County und Wyandot County.

## Bischöfe von Toledo
- Joseph Schrembs, 1911–1921, dann Bischof von Cleveland
- Samuel Stritch, 1921–1930, dann Erzbischof von Milwaukee
- Karl Joseph Alter, 1931–1950, dann Erzbischof von Cincinnati
- George John Rehring, 1950–1967
- John Anthony Donovan, 1967–1980
- James Robert Hoffman, 1980–2003
- Leonard Paul Blair, 2003–2013, dann Erzbischof von Hartford
- Daniel Edward Thomas, seit 2014

## Weblinks

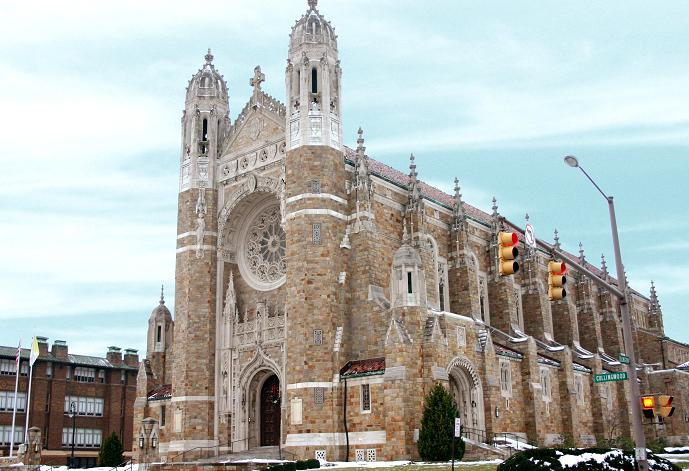
Kathedrale: Our Lady Queen of the Most Holy Rosary